# W potrzasku (opowiadanie)
W potrzasku – socrealistyczne opowiadanie autorstwa Tadeusza Brezy opublikowane po raz pierwszy w  kierowanej przez Adama Ważyka Twórczości w końcu 1954 pod tytułem Złota łódka i w wydaniu książkowym (już jako W potrzasku) w serii Książka nowego czytelnika w wydawnictwie Czytelnik w 1955.

## Treść
Z materiałów, które autor zgromadził w trakcie pisania Uczty Baltazara, powstały dwa utwory nawiązujące do odbudowy Polski ze zniszczeń II wojny światowej: Jokkmokk oraz W potrzasku. W trakcie rozmów z ludźmi usłyszał opowieść o bohaterskim wyczynie młodego marynarza, który z narażeniem życia uratował holowany na budowę portu dźwig morski. Postać tę odtworzył w swoim opowiadaniu, zarysowując osobę kochającego morze młodego człowieka (Ludwika Jokisza), który podążając do pierwszej w życiu pracy marynarza, uwikłał się po drodze w jakieś zdarzenia i nie dotarł do portu w Goszycach na czas. Pracy marynarza już dla niego nie było. Podjął więc inne, podrzędne zajęcie portowe. Wtedy pojawiła się przed nim niespotykana szansa na rehabilitację.
Tekst Złotej łódki obejmował dzieje bohatera do momentu wyjścia z tarapatów spowodowanych zdarzeniami z podróży do portu. Tekst W potrzasku koncentruje się natomiast na analizie i opisie tych przygód. Jest to w tym aspekcie utwór urwany i niedokończony, do którego Breza nigdy już nie powrócił. Jokisz wplątał się w Goszycach w aferę kryminalną, do czego przyczynił się kombinator i przemytnik leków, doktor Siemitkiewicz. Osadzenie akcji opowiadania w roku 1946, pozwoliło opisać wiele aspektów powojennej demoralizacji społeczeństwa. Pisarz pozostawał przychylny wobec swojego, zagubionego w świecie dorosłych, młodego bohatera. Pozostałe postacie mają z góry przyporządkowane i niezmienne role. Z jednej strony są to pochłonięci hazardem aferzyści – wrogowie nowego (w dużej mierze lekarze z Wybrzeża i bywalcy nocnego klubu "Arizona"). Z drugiej strony ukazano postacie pozytywne: Jokisz, jego ojciec, nauczyciele ze Szczytna (Czehlikowie), czy Leon Chorchoz, członek komisji badającej aferę w środowisku lekarskim, której prace nasycił treścią klasową. 
Dzieło Brezy jest powieścią edukacyjną, która traktuje o dojrzewaniu światopoglądowym młodego głównego bohatera, przy czym (w odróżnieniu od Uczty Baltazara i Jokkmokku), nie jest to inteligent, a uczeń – przyszły robotnik. 

## Krytyka
Wydanie książkowe opowiadania przeszło prawie zupełnie niezauważone przez krytykę. Pozycję entuzjastycznie przyjął Tadeusz Drewnowski, który dostrzegł w opowiadaniu tonacje klasyki reymontowsko-żeromskiej. Literaturoznawca, Joanna Szydłowska wskazała, że dzieło jest typowym przykładem powieści realnego socjalizmu. To powieść tendencyjna z mocno wyeksplikowanym aspektem propagandowo-perswazyjnym, z programową typizacją bohaterów i ideologiczną motywacją ich działań. Jej zdecydowanym walorem w warstwie stylistycznej jest rezygnacja z żargonu narad produkcyjnych, a w sensie kompozycyjnym - nieobecność nużących opisów szczegółów technologicznych.
W potrzasku stanowi dzieło najsilniej nasycone treściami dydaktycznymi w całej twórczości Brezy. Bije z niego wiara w pełną wyjaśnialność ludzkich losów, co autorytatywnie wyjaśnia narrator. Opowiadanie było ostatnim dziełem autora dotyczącym polskiej rzeczywistości współczesnej – w przyszłości nie powrócił już do tej tematyki.